# Milena Todorova
Milena Todorova (in cirillico: Милена Тодорова?; Trojan, 18 gennaio 1998) è una biatleta bulgara.

## Biografia
Milena Todorova, attiva dalla stagione 2014-2015, ha esordito ai Giochi olimpici invernali a Pyeongchang 2018, dove si è classificata 84ª nella sprint, in Coppa del Mondo il 13 dicembre 2018 a Hochfilzen nella medesima specialità (89ª) e ai Campionati mondiali a Östersund 2019, dove si è piazzata 20ª nella staffetta. Ai Mondiali juniores di Lenzerheide 2020 ha vinto la medaglia d'argento nell'individuale e quella di bronzo nella sprint e nell'inseguimento; nella stessa stagione ai Mondiali di Anterselva 2020 è stata 27ª nella sprint, 18ª nell'inseguimento, 28ª nella partenza in linea, 17ª nell'individuale e 20ª nella staffetta.
L'anno dopo ai Mondiali di Pokljuka 2021 si è classificata 48ª nella sprint, 58ª nell'inseguimento, 54ª nell'individuale, 18ª nella staffetta, 15ª nella staffetta mista e 19ª nella staffetta mista individuale, mentre ai XXIV Giochi olimpici invernali di Pechino 2022 si è piazzata 17ª nella sprint, 31ª nell'inseguimento, 52ª nell'individuale, 18ª nella staffetta e 19ª nella staffetta mista. Ai Mondiali di Oberhof 2023 è stata 31ª nella sprint, 31ª nell'inseguimento, 36ª nell'individuale e 17ª nella staffetta mista individuale; il 9 gennaio 2025 ha conquistato a  Oberhof in sprint il primo podio in Coppa del Mondo (3ª) e ai successivi Mondiali di Lenzerheide 2025 si è classificata 14ª nella sprint, 16ª nell'inseguimento, 63ª nell'individuale, 5ª nella partenza in linea, 21ª nella staffetta e 15ª nella staffetta mista.

## Palmarès

### Mondiali juniores
- 3 medaglie:
  - 1 argento (individuale a Lenzerheide 2020)
  - 2 bronzi (sprint, inseguimento a Lenzerheide 2020)

### Coppa del Mondo
- Miglior piazzamento in classifica generale: 15ª nel 2025
- 2 podi (individuali):
  - 1 secondo posto
  - 1 terzo posto